# Пойнт Арина (град, Калифорния)
Пойнт Арина (на английски: Point Arena) е град в окръг Мендосино, щата Калифорния, САЩ. Пойнт Арина е с население от 453 жители (по приблизителна оценка от 2017 г.) и обща площ от 3,5 km². Намира се на 36 m надморска височина. ЗИП кодовете му са 95468, а телефонният му код е 707.